# Папанастасиу, Александрос (ватерполист)
Александрос Папанастасиу (греч. Αλέξανδρος Παπαναστασίου; род. 12 февраля 1999, Афины) — греческий ватерполист, игрок сборной Греции. Серебряный призёр летних Олимпийских игр 2020 года, двукратный призёр чемпионатов мира 2022 и 2023 годов. Участник двух Олимпийских игр (2020 и 2024 годов).

## Карьера
На клубном уровне Папанастасиу играл за ВК «Юг Дубровник» с 2018 по 2022 годы. В составе этой команды трижды становился чемпионом Хорватии. В 2022 году перешёл в «Олимпиакос» и сразу же стал чемпионом Греции. Его отец Анастасиос Папанастасиу был игроком сборной Греции по водному поло в 1980-х и 1990-х годах.
В 2019 году на чемпионате мира в Кванджу греки, в составе которых играл Папанастасиу, заняли итоговое седьмое место.
В 2021 году принимал участие в летних Олимпийских играх в Токио, где греки неожиданно дошли до финала, уступив в решающем матче сербам и завоевали серебряные медали. В составе греческой сборной играл Александрос, забил гол в финале.
В 2022 году на чемпионате мира в Будапеште сборная Греции уступила итальянцам в полуфинале. Матч за третье место греки выиграли у Хорватии со счетом 9:7, а Папанастасиу стал призёром чемпионатов мира. В следующем году на Чемпионате мира в Фукуоке греки обыграли Черногорию со счетом 10:9 в четвертьфинале и сербов со счетом 13:7 в полуфинале. В финальном матче против Венгрии потребовалась серия пенальти, которую венгры выиграли. На этом турнире Папанастасиу был основным игроком сборной.
На Олимпийских играх 2024 года в Париже Папанастасиу и сборная Греции уступили сербам со счетом 11-12 в четвертьфинале. По итогам всего турнира греки заняли пятое место.